# Jorge Salvador Lara
Jorge Salvador Lara (Quito, 4 de septiembre de 1926 - Ibídem, 8 de febrero de 2012) fue un político, diplomático e historiador ecuatoriano. Hijo de Jorge Salvador Donoso y de Josefina Lara Bueno. Su vida recorrió una trayectoria desde una infancia marcada por la adversidad hasta una prolífica carrera en la diplomacia, la historia y la cultura. Su vida incluyó roles significativos en la política, como diputado y canciller, y una profunda dedicación a la investigación y difusión de la historia ecuatoriana, especialmente en la Academia Nacional de Historia. Además, su contribución a la cultura se manifestó en sus numerosos escritos y su participación en la Academia Ecuatoriana de la Lengua. Su legado perdura a través de sus publicaciones y el impacto de su trabajo en la comprensión de la historia y la cultura del Ecuador.

## Biografía

### Orígenes y primeros años
Era el segundo en una familia compuesta de seis hermanos. Durante su infancia, la familia vivió una corta temporada en Latacunga. Al regresar a Quito, se instalaron en el barrio de La Loma. 
En 1934, su familia cayó enferma de tifoidea, perdió a su madre y una hermana.  Él se salvó, quedando como el mayor de los sobrevivientes. A él le correspondió ir donde su tía abuela Zoila Rosa Lara, a quien empezó a ayudar solícitamente; su padre había contraído segundas nupcias y vivía aparte, siendo visitado por su hijo que gustaba leer su biblioteca histórico-jurídica. Por entonces hizo una corta amistad con el notable historiador Alfredo Flores y Caamaño, con quien conversaba en la plazoleta de la iglesia de la Concepción. 

### Estudios
En 1932, ingresó al pensionado Borja. En 1938, entró al Colegio San Gabriel, sus condiscípulos le apodaron "el Loro Salvador" y en la revista del colegio publicó un trabajo sobre la muerte de Antonio José de Sucre. El 44 se graduó de Bachiller y matriculó en la Facultad de Medicina pero cuando se fundó el año siguiente la Facultad de Derecho de la Pontificia Universidad Católica del Ecuador, fue de los primeros en inscribirse y tuvo de profesores a Julio Tobar Donoso y a Aurelio Espinosa Pólit. Mientras tanto se dedicaba a la enseñanza secundaria y militaba activamente en el movimiento Acción Revolucionaria Nacionalista Ecuatoriana (ARNE) con Jorge Luna Yépez y Jorge Crespo Toral.

### Carrera diplomática
En 1949, editó un corto poemario titulado "Voces del Alma en fuga", hacia el 50 viajó a Lima de Segundo Secretario de la Embajada, poco después fue trasladado a Santiago de Chile como primer Secretario. En 1952, editó un artículo titulado "Antecedentes mitológicos de la ciudad de Quito". En 1953, volvió a Ecuador y fue Jefe de Asistencia Técnica y Director del Departamento de Organismos Internacionales de la Cancillería. El 54 viajó como Plenipotenciario a la Conferencia del Pacífico Sur y contrajo matrimonio en Cuenca con Teresa Crespo Toral, futura escritora de literatura infantil, con quien tendrá seis hijos, de los cuales uno falleció accidentalmente siendo niño. Por esa época, dirigía cartas a manera de diálogos al Presidente José María Velasco Ibarra.
En 1957, publicó el folleto "Semblanza apasionada de Isabel la Católica" y al año siguiente el gobierno del generalísimo Francisco Franco le designó comendador de la Orden del Mérito Civil. Ese mismo año 58 salió su poemario "Cuaderno del Combatiente", viajó a París como Delegado de la X Conferencia de la Unesco y poco después fue nombrado primer Secretario de la Embajada en esa capital.
Más tarde Salvador firmó sus propios artículos polémicos en los que llegó a afirmar que en la independencia no había distingos de clases sociales, defendiendo apasionadamente a los próceres. Con tal motivo, la Academia Nacional de Historia le mostró su beneplácito, mediante cartas y artículos laudatorios. Entonces publicó en la Casa de la Cultura Ecuatoriana su folleto "La documentación sobre los próceres de la Independencia y la crítica histórica" y en 1960 sacó en la misma CCE, "Las Ideas Sociales en los pueblos antiguos. Introducción a la Historia de la Sociología", en 117 páginas y viajó a Ginebra como delegado ante la Oficina Europea de las Naciones Unidas.
Ese año inauguró la semana de Carlos V con "Quito y el Emperador Carlos V" en 22 páginas. Ya era Doctor en Jurisprudencia pero nunca había ejercido. El 61 dio a la luz "La Patria heroica" con ensayos críticos sobre la independencia, en 246 páginas, también de los próceres y de la naturaleza libertaria de la Revolución. El 62 salió electo Diputado por el Partido Conservador Ecuatoriano. En 1962 y estando de presidente de la Comisión de Relaciones Exteriores de la Cámara, interpeló al presidente Carlos Julio Arosemena Monroy por su etilismo que atentaba contra el decoro nacional. 

### Estudios antropológicos
Entonces formó parte de un grupo que lideraba el antropólogo Dr. Antonio Santiana y comenzó a interesarse por la edad del hombre en América y en el Ecuador. En mayo del 63 Salvador Lara entregó su artículo para el Boletín de la Academia titulado "Nuevos datos sobre la antigüedad del hombre en el Ecuador". Ese año también publicó en revistas "La antigüedad del hombre en el Ecuador según los datos de la geología del cuaternario" en 32 páginas, y "Una visión sobre la obra de Emilio Estrada" en 17 páginas. De allí en adelante comenzó a publicar en el Boletín. El 64 sacó "Una excursión a Ingapirca" en 8 páginas. La Academia de Historia le recibió como miembro Correspondiente. También fue abogado de la Municipalidad de Quito y luego procurador síndico interino.
En 1965, principió a colaborar en el diario "El Tiempo" con su columna "Mensajes al Hombre común". El Gobierno de España le nombró comendador de la Orden de Isabel la Católica y junto a otros políticos fue desterrado al Paraguay por la Junta Militar de Gobierno, por un mes. En 1966, restaurada la democracia, el presidente Clemente Yerovi Indaburu le designó su Ministro de Relaciones Exteriores.

### Cancillería
Como Canciller, viajó a Nueva York en calidad de presidente de la delegación ecuatoriana a la Asamblea General de las Naciones Unidas y editó los folletos "Memoria del Ministro de Relaciones Exteriores" y "Discurso del Canciller", Italia le concedió la Gran Cruz de la Orden Nacional al Mérito y otros países también le dieron condecoraciones. Terminado su mandato volvió de profesor al San Gabriel, a la Academia Militar Ecuador y a la Universidad Católica de Quito.
En 1967, fue consejero de Estado durante la presidencia de Otto Arosemena Gómez. El 27 de junio de ese año se incorporó como Miembro de Número a la Academia Nacional de Historia del Ecuador con un discurso de 20 páginas titulado "Los restos humanos más antiguos en el Ecuador" y en septiembre pronunció en el Centro Ecuatoriano-Chileno de Cultura, una conferencia sobre Fray Camilo Henríquez, publicada en el n.º 111 del Boletín. El 68 fue candidato por el Partido Conservador Ecuatoriano a la alcaldía de Quito y perdió, dejó de escribir para "El Tiempo", después lo haría para "El Comercio". Salió electo Diputado por segunda vez y España le dio una tercera condecoración, el collar de la Orden de San Raimundo de Peñafort por su defensa de la soberanía española sobre Gibraltar. Editó un estudio de 22 páginas sobre Federico González Suárez y fue elegido miembro de la Junta Consultiva del Ministerio de Relaciones Exteriores.

### La cultura, la academia de la lengua y la historia
El 69 editó el artículo "La antigüedad del hombre en el Ecuador según los datos de la paleontología" para uso de sus alumnos en el San Gabriel, asumió la dirección del Boletín de la Academia y fue miembro de la Junta General de la Casa de la Cultura Ecuatoriana. Ese año editó en 9 páginas "Esquema para el estudio de la Prehistoria en el Ecuador" y comenzó a escribir sus comentarios bibliográficos para el Boletín.
El 71 publicó en 7 páginas tres artículos sobre el Padre Juan de Velasco y otro en 15 páginas sobre "Monseñor Jaime Izaguirre" distinguido miembro del clero chileno, e ingresó como miembro de Número a la Academia Ecuatoriana de la Lengua. Un año más tarde escribió en 26 páginas un estudio sobre la Batalla del Pichincha y otro sobre los noventa años del Académico Luis Robalino Dávila en 3 páginas. El 73 sacó en 17 páginas una "Notas sobre los idiomas aborígenes" y en 3 páginas un comentario sobre la Consagración de la República del Ecuador al Sagrado Corazón de Jesús. El 74 editó en 8 páginas la lista de los Sermones y Panegíricos del Arzobispo de Quito Pedro Rafael González y Calisto, y en la Municipalidad de Ambato pronunció un discurso sobre Juan León Mera que publicó al año siguiente en el Boletín de la Academia.
El 75 escribió en 5 páginas un artículo sobre "Historia del Ecuador y Filatelia" que luego convirtió en libro con numerosos grabados. El 76 dio a la luz dos escritos en 2 y 7 páginas sobre el Dr. José Emilio Muñoz y sobre la última bibliografía del académico Carlos Manuel Larrea. En diciembre, fue designado nuevamente Canciller por el Consejo Supremo de Gobierno. A principios del 77 dio a la luz "Escorzos de Historia Patria" en 360 páginas con ilustraciones. Intervino en la publicación de la correspondencia de Simón Bolívar y Juan José Flores y editó un discurso de 3 páginas dando la bienvenida al Dr. Plutarco Naranjo. El 78 sacó un artículo en 22 páginas sobre la actuación de los Granaderos a caballo en la batalla de Riobamba".
A fines del 79 y por renuncia de Carlos Manuel Larrea, pasó a dirigir la Academia, dignidad en la que se mantuvo veinte años. En 1980 dirigió la edición de la Historia del Ecuador de Editorial Salvat y escribió varios capítulos. Ese año y durante el conflicto de Paquisha, el presidente Jaime Roldós Aguilera le nombró miembro de la Delegación limítrofe que viajó a Washington. El mismo año 80 editó en 62 páginas Hitos y Pregones, con dieciséis artículos menores suyos, aparecidos en El Comercio. En 1981 sacó en tres páginas un elogio al Dr. Julio Tobar Donoso y otro de la misma extensión sobre el prócer Antonio Ante. Recibió al Dr. Manuel de Guzmán Polanco en la Academia y la Academia Nacional de la Historia de Venezuela publicó su obra "El general Juan José Flores y la República del Ecuador". En 1983 fue designado Embajador del Ecuador ante la Santa Sede.
El 85 editó en 11 páginas un artículo laudatorio sobre el Papa Juan Pablo II. Y en 23 páginas otro sobre el milenario de los monjes Cirilo y Metodio. El 86 organizó el encuentro mundial de Historiadores con motivo de los 250 años de la venida de la I Misión Geodésica. Viajero incansable y a nivel mundial por sus funciones como Director de la Academia Nacional de Historia de Ecuador y del Instituto ecuatoriano de Geografía e Historia del Ecuador que también presidió. En la década de los noventa la prestigiosa editorial mexicana Fondo de Cultura Económica publicó su "Breve Historia Contemporánea del Ecuador" que ha sido "best-seller" durante varios años consecutivos en el Ecuador. Fue además reconocido como cronista vitalicio de la Ciudad de Quito.

### Vida familiar
Con su esposa, la cuencana Teresa Crespo Toral, engendra varios hijos, pero uno muere accidentalmente de niño, ellos son: Íñigo, Susana, María Isabel, Teresa y Elvira Salvador Crespo. Su hija, María Isabel Salvador, quien estudio en la PUCE y luego continuó sus estudios en Ginebra, Suiza en la Université de Geneve. Fue miembro del Gabinete de dos gobiernos ecuatorianos como Ministra de Turismo e, igual que su padre, Ministra de Relaciones Exteriores (Canciller). En 2009 fue elegida popularmente como Parlamentaria Andina y en 2010 fue designada como representante Permanente del Ecuador ante la Organización de los Estados Americanos OEA.
Su hijo Íñigo Salvador Crespo es el actual procurador general del Estado Ecuatoriano y fue candidato a magistrado de la Corte Internacional de Justicia, sin éxito en su candidatura. Además su nieto, Jorge Izquierdo Salvador, es un reconocido escritor ecuatoriano, ha recibido varios premios desde su juventud y actualmente es profesor universitario en la Universidad de las Artes de Guayaquil y en la Universidad de las Américas, donde actualmente es Decano.

## Obras
A continuación se presenta una lista de libros, ensayos, artículos y discursos de Salvador Lara, de acuerdo al tema tratado.

### Historia
- Quito y el Emperador Carlos V
- Estudio sobre Federico González Suárez
- Estudio sobre la Batalla del Pichincha
- Estudio sobre Luis Robalino Dávila
- Estudio de Dr. José Emilio Muñoz
- Estudio de Carlos Manuel Larrea
- Elogio de Antonio Ante
- Correspondencia de Simón Bolívar y Juan José Flores
- Granaderos a caballo en la batalla de Riobamba
- La documentación sobre los próceres de la Independencia y la crítica histórica
- Los inicios de nuestra Facultad (Jurisprudencia), (1946)
- Semblanza apasionada de Isabel la Católica (1957), 154 pp.
- Las Ideas Sociales en los pueblos antiguos. Introducción a la Historia de la Sociología (1960)
- La Patria heroica (1961). 246 pp. ISBN 9789978340271
- Apuntes sobre el Ecuador y la Historia de la Ciencia, Instituto Ecuatoriano de Ciencias Naturales (1971), 46 pp.
- El padre Juan de Velasco, historiador del Reino de Quito (1974)
- Historia de la población indígena del Ecuador (1974)
- Historia del Ecuador y Filatelia (1975)
- Escorzos de Historia Patria (1975), 360 pp.
- García Moreno y los estudios científicos en el Ecuador, (1978)
- Apuntes para la historia de las ciencias en el Ecuador, dos tomos, (1980), 630 pp.
- La Resistencia del Reino de Quito contra la Expansión Incaica (1980)
- Los comienzos de la república (1830-1845), (1980)
- La República del Ecuador y el general Juan José Flores, (1980)
- El gobierno del doctor Camilo Ponce Enríquez (1980)
- La Revolución de Quito, 1809-1822, según los primeros relatos e historias por autores extranjeros. Volumen 1 de Colección Ecuador, testimonios de autores extranjeros. (1982) 486 pp.
- ¡Mañana comienza nuestra historia...! (1983)
- Notas acerca del pensamiento de los proceres quiteños de 1809, (1985)
- Banderas al viento: ensayos sobre la independencia (1990)
- El populismo en el Ecuador, (1990)
- Quito. Volumen 5 de Colección Ciudades de Iberoamérica. (1992) 404 pp. ISBN 8471004380
- Atahualpa, Rumiñahui, Benalcazar, (1994)
- Algunas posibles causas de diferenciación entre los pueblos iberoamericanos (1994)
- Escritos de la independencia (1995)
- Fray Vicente Solano y el nacionalismo crítico hispanoamericano (1995)
- El Palacio de Carondelet (1996), 159 pp. ISBN 9978950745
- El Gran Mariscal de Ayacucho, precursor del Derecho Internacional Humanitario (1996)
- El Dr. Eugenio Espejo, la Revolution Francesa de 1789 у la Revolutión de Quito de 1809 (1997)
- Un quiteño ilustrado: el primer conde de Casa Jijón (2000)
- Breve historia contemporánea del Ecuador. Volumen 502 de Colección Popular. 2ª edición ilustrada,  (2000) 642 pp. ISBN 968166115X
- Fernando Ortiz Crespo en la Academia Nacional de Historia (2002)
- Quito una ciudad sagrada codiciada por su oro (2003)
- Quito y Galápagos, Patrimonio de la Humanidad, (2004)
- La lengua de la raza cósmica (2007)
- Historia de Quito: "luz de América," bicentenario del 10 de agosto de 1809. Volumen 24 de Biblioteca básica de Quito. 2ª edición de Fonsal, (2009) 479 pp. ISBN 9978366180

### Arqueología y antropología
- Nuevos datos sobre la antigüedad del hombre en el Ecuador
- La antigüedad del hombre en el Ecuador según los datos de la geología del cuaternario
- Una visión sobre la obra de Emilio Estrada
- Esquema para el estudio de la Prehistoria en el Ecuador
- Antecedentes mitológicos de la ciudad de Quito (1952)
- Una excursión a Ingapirca (1964)
- Un gran ecuatoriano: Jacinto Jijón y Caamaño (1964)
- Apuntes bibliográficos sobre artefactos líticos de la región ecuatorial de los altos Andes (1965)
- Los restos humanos más antiguos en el Ecuador (1967)
- Antonio Santiana, un gran científico desaparecido (1968)
- La antigüedad del hombre en el Ecuador según los datos de la paleontología (1969)
- Quito en la prehistoria (1972)
- Notas sobre los idiomas aborígenes (1973)
- La Huella del Primer Hombre Ecuatorial, Problema de Investigación Interdisciplinaria (1973)
- El Instituto Otavaleño de Antropologia, (1975)
- Memorias del ñaupa Quitu (2002), 373 pp.

### Derecho
- Derechos Humanos y Garantías en la Constitución de 1967 (1967)
- La legislación sobre la vivienda (1973)
- Bases de política internacional del Ecuador (declaraciones del Señor Ministro de Relaciones Exteriores, Doctor Jorge Salvador Lara), (1977)
- Reflexiones sobre el nuevo derecho del mar (1980), 48 pp.
- El concepto de asilado territorial según los convenios interamericanos y la noción de refugiado según los instrumentos internacionales de Naciones Unidas. (1982)
- Conveniencia de reformar el consejo de seguridad de las Naciones Unidas en función de la actual realidad internacional (1996)
- Memoria del Ministro de Relaciones Exteriores (1996)

### Religión
- Monseñor Jaime Izaguirre
- Elogio de Julio Tobar Donoso, 3 pp.
- Estudio sobre Cirilo y Metodio
- Artículo sobre el Papa Juan Pablo II
- Lista de los Sermones y Panegíricos de Pedro Rafael González y Calisto
- Comentario sobre la Consagración de la República del Ecuador al Sagrado Corazón de Jesús (1973)
- Primacía de lo espiritual (1998)
- Quito, sede episcopal (2001)
- Fe, libertad y cultura: vocación nacional del Ecuador (2007), 223 pp. ISBN 9789978340189

### Miscelánea
- Testimonio (1972), 486 pp.
- Hitos y Pregones, artículos de El Comercio (1980)

### Literatura
- Voces del Alma en fuga, poemas (1949)
- Cuaderno del Combatiente, poemas (1958)
- Los originales del Boletín y elegía de las mitas (1967)
- Ensayos sobre Montalvo y Mera, (1991)

### Discursos
- Discurso de bienvenida a Dr. Plutarco Naranjo
- Discurso del Canciller
- Biografía de la Academia Ecuatoriana discurso de incorporación, como individuo de número. (1976)
- Quito en la poesía del período hispánico: discurso de incorporación (1970)

### Como editor
- VI Congreso Internacional de Historia Americana, (1982)
- Historia de la Iglesia católica en el Ecuador, (director), (2001), 1800 pp.